# Scalp Level
Scalp Level és una població dels Estats Units a l'estat de Pennsilvània. Segons el cens del 2000 tenia 851 habitants.

## Demografia
Segons el cens del 2000, Scalp Level tenia 851 habitants, 347 habitatges, i 234 famílies. La densitat de població era de 530 habitants/km².
Dels 347 habitatges en un 29,1% hi vivien nens de menys de 18 anys, en un 50,4% hi vivien parelles casades, en un 11% dones solteres, i en un 32,3% no eren unitats familiars. En el 29,4% dels habitatges hi vivien persones soles el 16,7% de les quals corresponia a persones de 65 anys o més que vivien soles. El nombre mitjà de persones vivint en cada habitatge era de 2,45 i el nombre mitjà de persones que vivien en cada família era de 3,04.
Per edats la població es repartia de la següent manera: un 22,6% tenia menys de 18 anys, un 7,6% entre 18 i 24, un 27,6% entre 25 i 44, un 22,3% de 45 a 60 i un 19,9% 65 anys o més.
L'edat mediana era de 40 anys. Per cada 100 dones de 18 o més anys hi havia 88,3 homes.
La renda mediana per habitatge era de 25.956$ i la renda mediana per família de 30.515$. Els homes tenien una renda mediana de 26.354$ mentre que les dones 17.216$. La renda per capita de la població era de 12.108$. Entorn del 9,1% de les famílies i el 12,9% de la població estaven per davall del llindar de pobresa.

## Poblacions més properes
El següent diagrama mostra les poblacions més properes.